# Коломбин
Коломбин (фр. Colombine) — река на востоке Франции, левый приток Дюржон. Протекает по территории департамента Верхняя Сона региона Бургундия — Франш-Конте.
Длина реки — 31 км, площадь водосборного бассейна — 152 км². Средний расход воды в устье около коммуны Фроте-ле-Везуль — 2,87 м³/с (с декабря по март — от 4,3 до 5,0 м³/с, в августе-сентябре — до 0,7 м³/с).
Крупнейшие коммуны на реке — Кинси, Фроте-ле-Везуль и город Везуль.